# Niko e la spada di luce
Niko e la spada di luce (Niko and the Sword of Light) è una serie animata statunitense co-prodotta da Amazon Studios e Titmouse, Inc. La serie è basata sull'omonima serie a fumetti e il suo episodio pilota ha debuttato su Amazon Video il 15 gennaio 2015. In seguito è stato continuato come serie completa.
Il 4 agosto 2017 è stato annunciato il rinnovamento della serie per una seconda stagione, presentata al pubblico per la prima volta il 27 dicembre 2018. La serie vincitrice del premio Emmy restituisce la parte 2 il 6 settembre 2019 con Niko e la spada di luce - Stagione 2.